# 유진영 (아나운서)
유진영(1980년 10월 28일 ~ )은 대한민국의 아나운서다.

## 학력
- 숙명여자대학교 영어영문과
- 고려대학교 언론대학원

## 현재진행 프로그램
- OBS 뉴스O
- 명불허전
- 꿈꾸는 U
- 독특한 연예뉴스

## 예전 진행 프로그램
리포터, 부산MBC 아나운서 시절
- 토크쇼, 임성훈과 함께 - 연예플러스 리포터  
 (2003년 12월 12일 ~ 2004년 9월 24일)
- 좋은 예감 - 연예플러스 리포터 
  (2004년 10월 8일 ~ 2004년 11월 12일)
- 정오의 희망곡 (부산MBC)
- 박기홍, 유진영의 오후만세
- MBC 뉴스데스크 (부산MBC)
- MBC 뉴스 (630) (부산MBC)
- 스포츠 IN 스포츠
- 시네마월드
- 부산 부산문화

OBS로 이직 이후
- 리얼스토리 아나운서 만들기 (출연)
- 오감만족! 생방송 Tvio
- 생방송 투유
- 꿈꾸는 U
- OBS 뉴스&이슈
- OBS 뉴스라인 인천-경기
- OBS 뉴스 855
- OBS 뉴스 755
- OBS 뉴스
- OBS 뉴스중심
- OBS 아침뉴스
- OBS 뉴스아침
- OBS 경인투데이